# Пятницкий Яр
Пятницкий Яр — опустевший хутор в Пителинском районе Рязанской области. Входит в Ермо-Николаевское сельское поселение

## География
Находится в северо-восточной части Рязанской области на расстоянии приблизительно 17 км на север-северо-восток по прямой от районного центра поселка Пителино на левом берегу реки Мокша недалеко от устья последней.

## История
В 1862 году хутор отмечен был на карте местности как пристань на Оке.

## Население
Численность населения: 0 как в 2002 году, так и в 2010.